# 瓦朗赛城堡

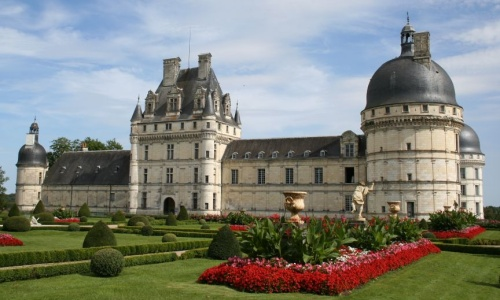
瓦朗塞城堡

瓦朗赛城堡（法語：Château de Valençay）是位於法國羅亞爾河流域瓦朗賽的一座城堡。法國小說家喬治·桑稱瓦朗塞城堡為世界上最美麗的建築之一。拿破崙（拿破崙一世）時代曾經做為外交大臣夏爾·莫里斯·德塔列朗-佩里戈爾接待外國使節的處所。

## 相關連結
马里-安托万·卡雷姆

## 外部連結
- . （原始内容存档于2021-03-13） （法语）.官網
- . （原始内容存档于2020-10-12） （英语）.官網

```
              
```